# Granja Werneck (Belo Horizonte)
Granja Werneck é um bairro da região administrativa do Norte, na cidade brasileira de Belo Horizonte, em Minas Gerais.
Na região, serão construídas cerca de 70 mil moradias, sendo que há projeto com Licença Prévia aprovado pelo Estado para a instalação de mais de 13 mil unidades do programa "Minha Casa Minha Vida" no terreno dentro do prazo de dois anos.
As moradias incluem o equipamento urbano e a estrutura necessários. Elas atenderão 80% das pessoas que recebem até três salários mínimos.
De acordo com o projeto, dois terços da área seriam preservados, transformando-se em parque municipal (com área equivalente ao Parque das Mangabeiras). O projeto conta ainda com praças, estruturas públicas e duas novas grandes vias para acesso rodoviário.
Uma Área de 50 hectares foi ocupada por 4000 familias no dia 18.07.2013 ao lado do bairro Jaqueline e  do conjunto Zilah Sposito (Belo Horizonte), hoje conhecida como Ocupação Rosa Leão.
Outra Área de 350 hectares da Granja Werneck, foi ocupada por 14000 famílias no dia 04.08.2013 perto da divisa com Santa Luzia (Bairros Londrina e Baronesa), hoje conhecidas como Ocupação Esperança e Ocupação Vitória.
A ocupação que está, efetivamente, na área em que as obras para o programa Minha Casa Minha Vida é a Ocupação Vitória.